# Cantón de Sucy-en-Brie
El cantón de Sucy-en-Brie era una división administrativa francesa, que estaba situada en el departamento de Valle del Marne y la región de Isla de Francia.

## Composición
El cantón estaba formado por la comuna que le daba su nombre:
- Sucy-en-Brie

## Supresión del cantón de Sucy-en-Brie
En aplicación del Decreto n.º 2014-171 de 17 de febrero de 2014, el cantón de Sucy-en-Brie fue suprimido el 22 de marzo de 2015 y su comuna pasó a formar parte del nuevo cantón de Saint-Maur-des-Fossés-2.